# Barkartjärnarna (Junsele socken, Ångermanland, 707155-156336)
Barkartjärnarna är en sjö i Sollefteå kommun i Ångermanland och ingår i Ångermanälvens huvudavrinningsområde.